# Puiești
Puiești es una comuna ubicada en el distrito de Vaslui, Rumania.

## Superficie
Posee una superficie de 120,4 kilómetros cuadrados.

## Demografía
Hasta 2021 la población era de 4121 habitantes, con una densidad de población de 34,23 habitantes por kilómetro cuadrado.